# Phelister interruptus
Phelister interruptus är en skalbaggsart som beskrevs av Hinton 1935. Phelister interruptus ingår i släktet Phelister och familjen stumpbaggar. Inga underarter finns listade i Catalogue of Life.